# Schloss Lode
Schloss Lode (estnisch Koluvere piiskopilinnus oder Koluvere piiskopilinnus) in Koluvere im Kreis Lääne, Estland, (deutsch: Kreis Wiek) war eine Bischofsburg des Bistums Ösel-Wiek.

## Geschichte

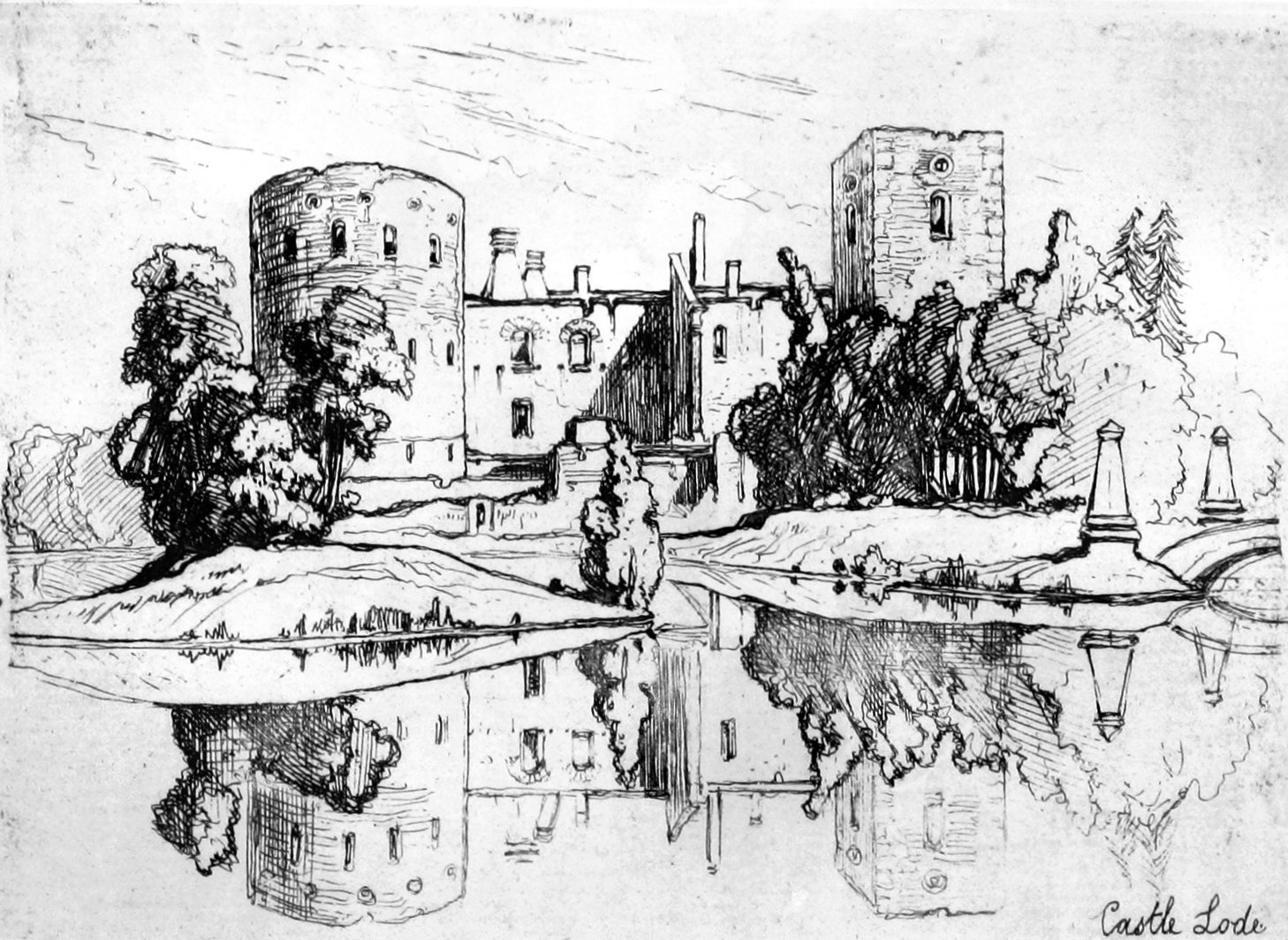
Zeichnung der Ruinen (1842)

Im Jahre 1228 wurde das Bistum Ösel-Wiek gegründet, dessen Zentrum Leal war. Das nördliche Estland war unter Schweden, dänischen Rittern und den Vasallen des Bischofs von Ösel-Wiek heftig umstritten. Ein Vasall des Bischofs, Lode, erbaute vermutlich an der Stelle der jetzigen Anlage eine erste Burg.
Das heutige Schloss ist  für die Zeit des Bischofs Winrich von Kniprode (1383–1419) urkundlich belegt. Im Jahre 1783 kaufte die russische Kaiserin Katharina II. das Schloss für die württembergische Prinzessin Auguste Caroline (1764–1788), die in der Kirche von Kullamaa begraben ist. Im Jahr 1840 fielen die Gebäude nach einem Brandschaden ruinös.
Während der Aufstände 1905 wurde der Hauptkomplex des Schlosses verbrannt, danach aber wiederhergestellt. Ab 1924 war im Schloss eine Schule untergebracht, ab 1963 ein Pflegeheim. Im Jahr 2005 kam die Burg in privaten Besitz.

## Bauwerk
Die Burg war auf einer vom Loe-Bach umspülten Insel angelegt und hatte vier ausgebaute Flügel, einen breiten runden Eckturm nach Westen und einen viereckigen Turm neben dem Haupttor.

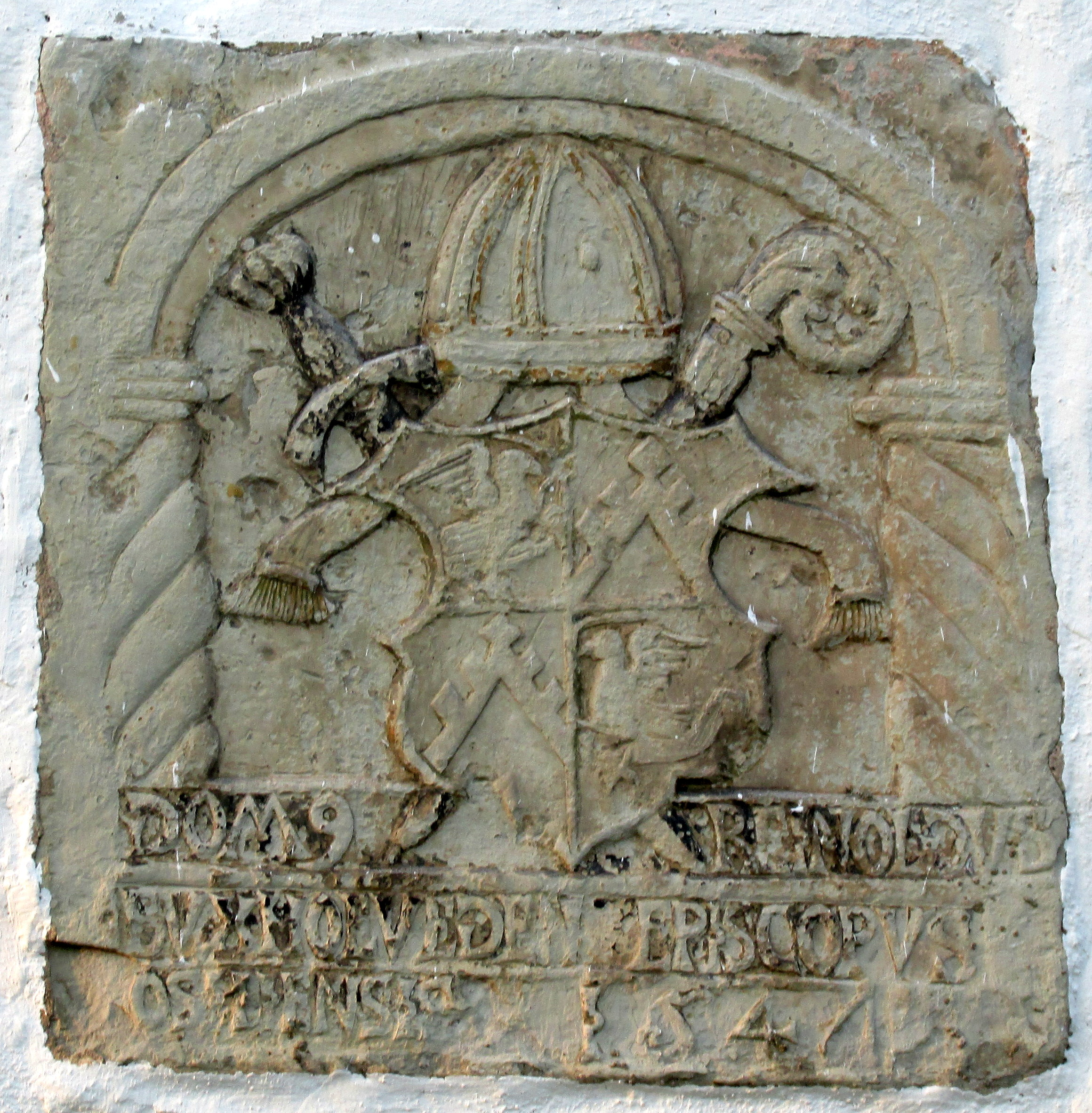
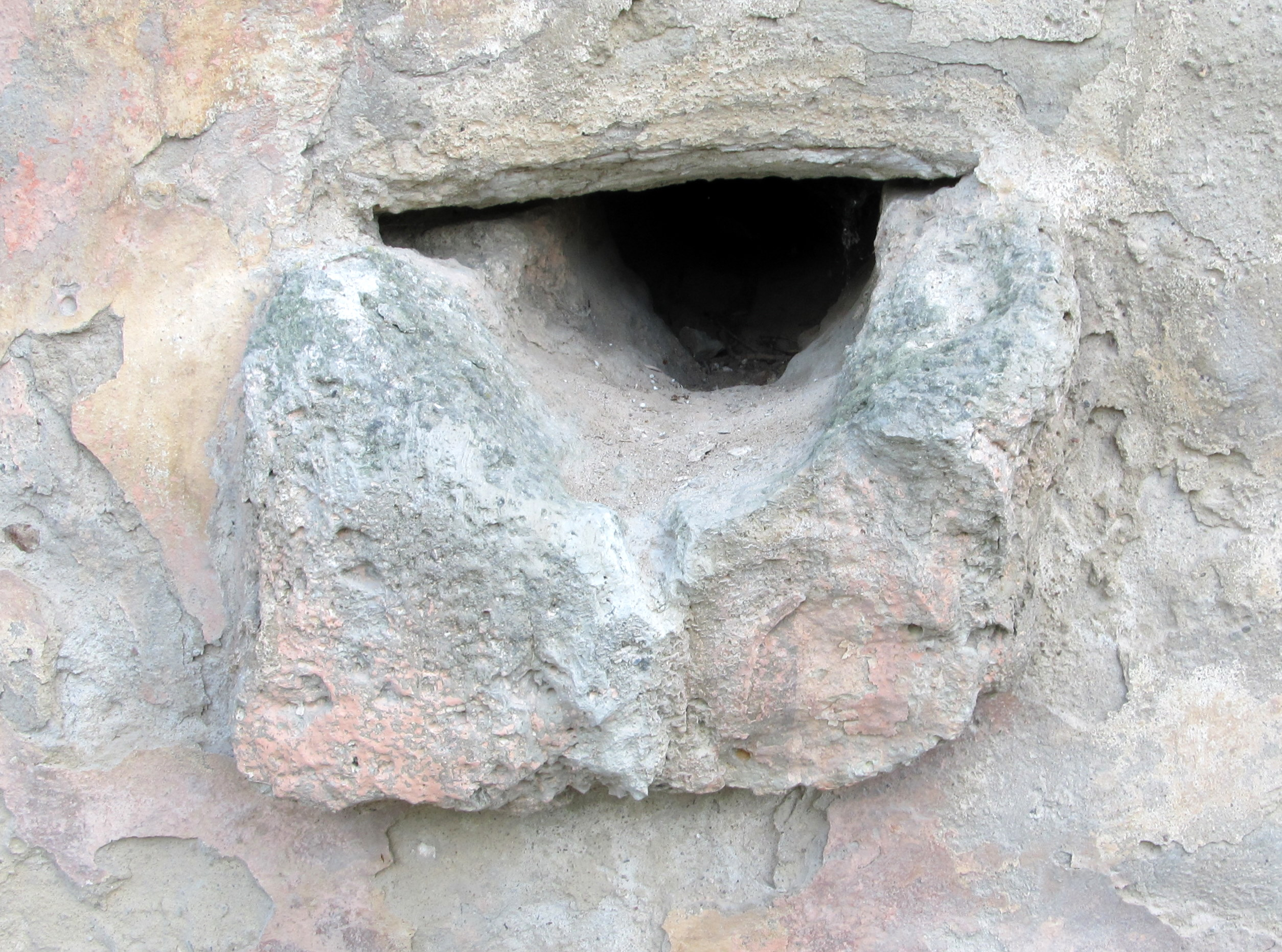
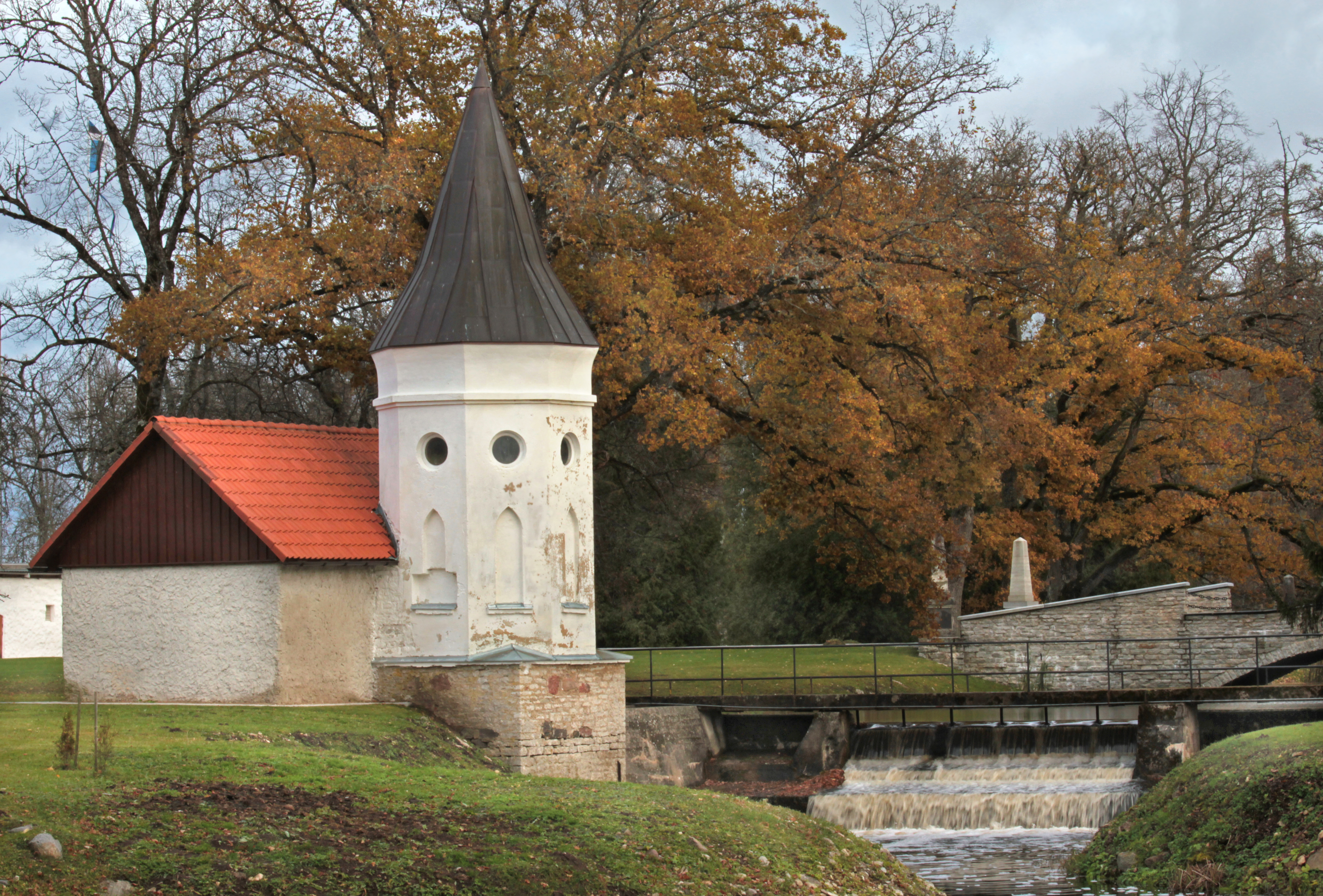
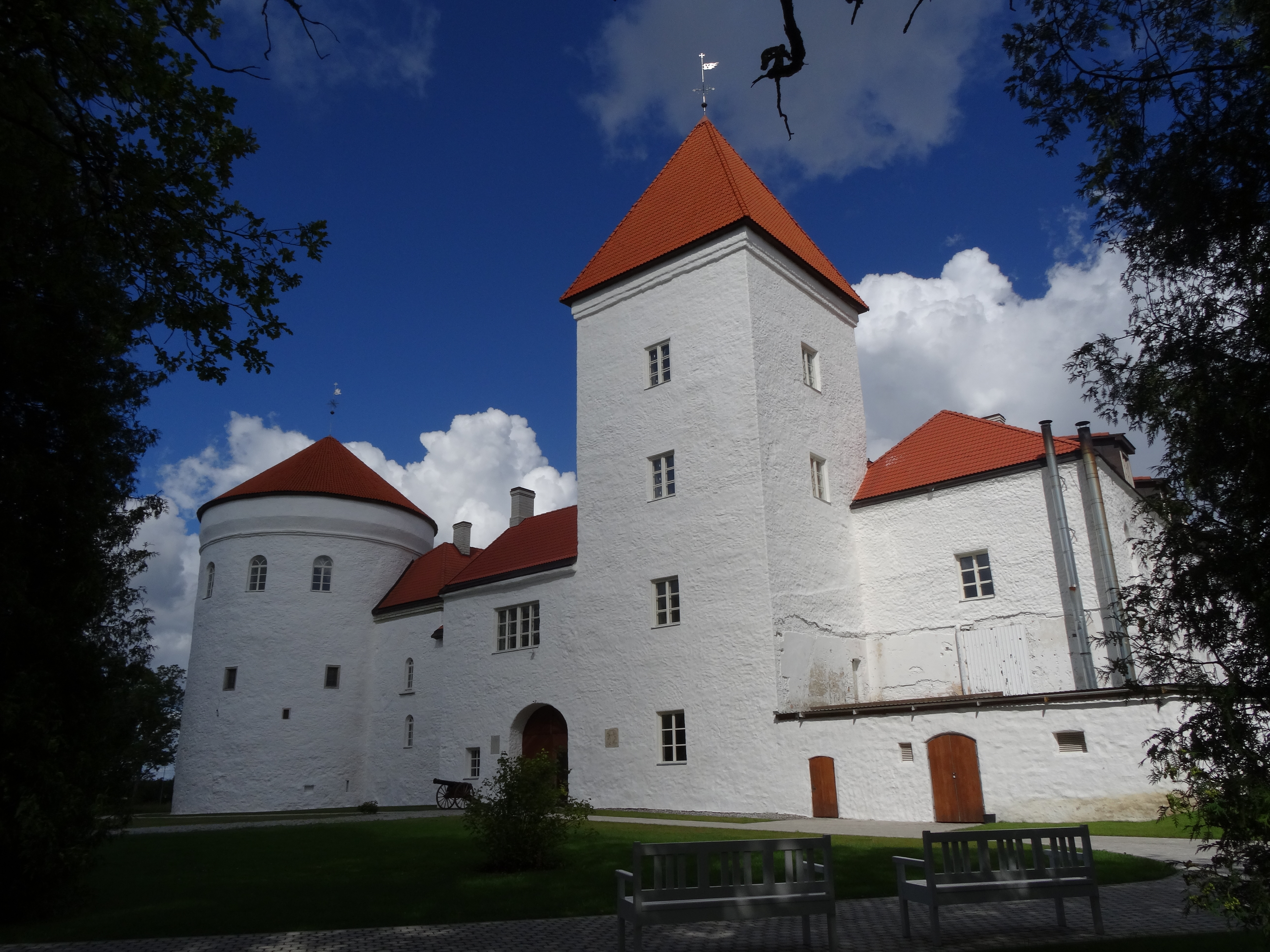
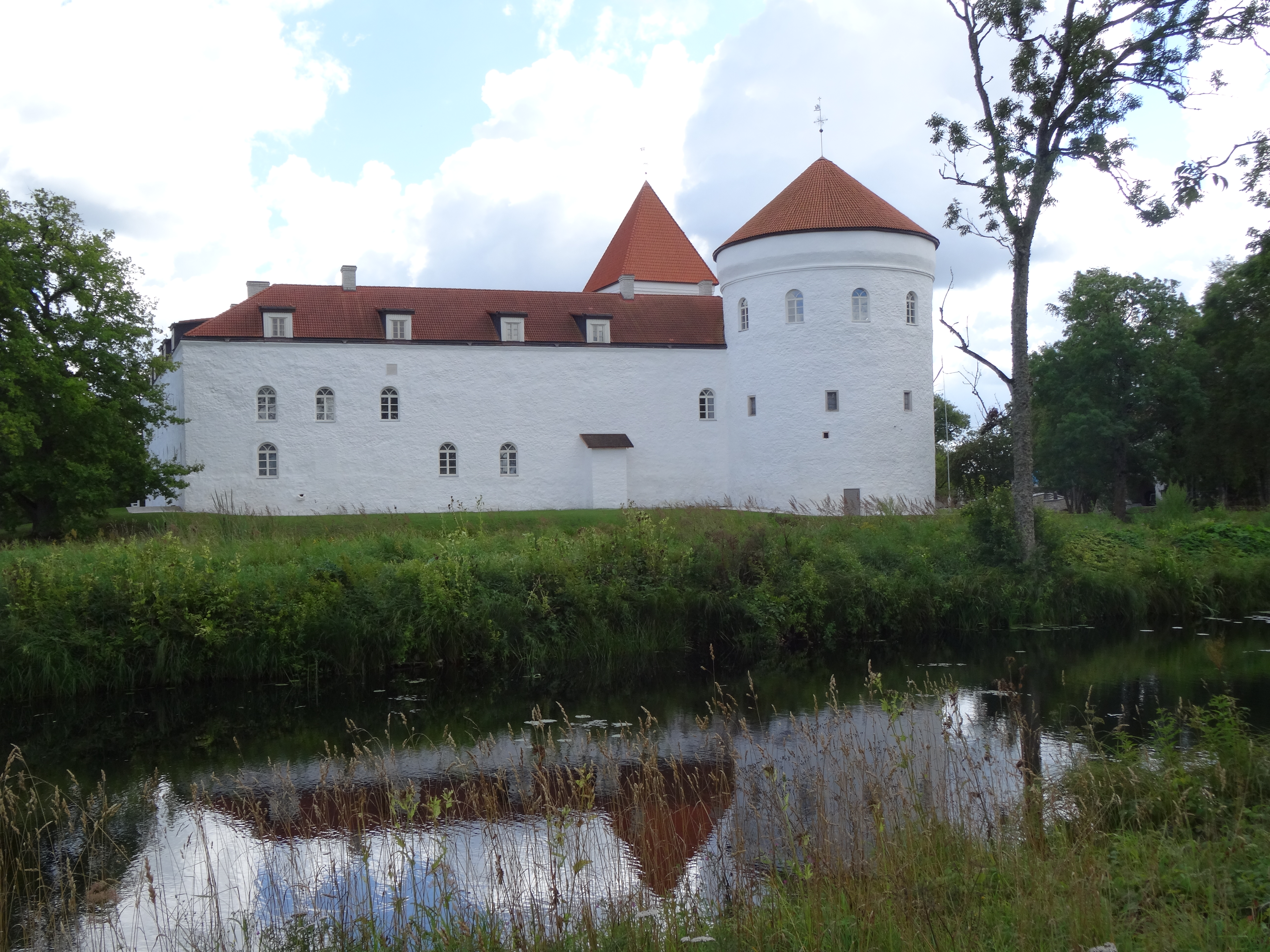